# Polychrysia intractata
Polychrysia intractata là một loài bướm đêm trong họ Noctuidae.